# 성작보

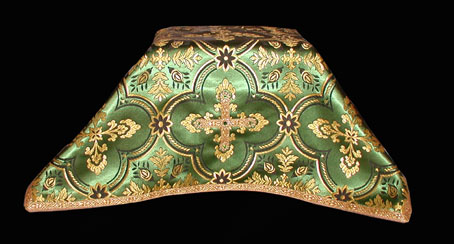
성작을 성작보로 덮어 놓은 모습

성작보 위에 성체포낭, 오른쪽에는 수대가 보인다.

성작보(velum calicis)는 기독교의 전례용품 중 하나다. 주로 가톨릭교회의 전례에서 성작, 성작 수건, 성반, 성작 덮개를 보호하기 위하여 이들을 한꺼번에 덮어 놓는 보자기를 말한다.
예전에 사용하던 때에는 제의와 동일한 전례색의 성작보를 사용하였다.
오늘날 일반적으로 가톨릭교회에서 거행되는 새 미사 성제에서는 잘 사용하지 않으나 특별 양식의 미사 성제인 전통 미사 성제에서는 여전히 사용하는 전례 용품이다. 그러나 제 2차 바티칸 공의회 이후의 새 미사 성제에서 성작보를 아예 쓸 수 없는 것은 아니다.

## 같이 보기
- 성작
- 성반
- 성작 수건
- 성작 덮개